# Epitelio columnar pseudoestratificado
Un epitelio pseudoestratificado es un tipo de epitelio que, a pesar de estar formado por una sola capa de células, tiene los núcleos celulares situados de una forma que recuerda a los epitelios estratificados. Dado que rara vez se presenta como epitelio escamoso o cuboidal, suele considerarse sinónimo del término Epitelio cilíndrico pseudoestratificado.
El término pseudoestratificado se deriva del aspecto de este epitelio en la sección, que transmite la impresión errónea (pseudo significa casi o próximo) de que hay más de una capa de células, cuando en realidad se trata de un verdadero epitelio simple, ya que todas las células descansan sobre la membrana basal. Los núcleos de estas células, sin embargo, están dispuestos a diferentes niveles, creando así la ilusión de estratificación celular. No todas las células tienen el mismo tamaño y no todas se extienden hasta la superficie luminal/apical; estas células son capaces de dividirse y sustituir a las células perdidas o dañadas.
Los epitelios cilíndricos pseudoestratificados desempeñan funciones de secreción o absorción. Si una muestra histológica parece estratificada pero tiene cilios, se trata de un epitelio ciliado pseudoestratificado, ya que los epitelios estratificados no tienen cilios. Los epitelios ciliados son más frecuentes y recubren la tráquea y los bronquios. Los epitelios no ciliados recubren los conductos más grandes, como los conductos de las glándulas parótidas. 

## Ejemplos

Epitelio columnar pseudoestratificado, células epiteliales en rojo; células caliciformes en azul; tejido conectivo subyacente en rosa.

- Epitelio columnar pseudoestratificado ciliado es el tipo de epitelio respiratorio que se encuentra en el revestimiento de la tráquea así como en otras vías respiratorias, que permite filtrar y humidificar el aire entrante.[1]
- Epitelios columnares pseudoestratificados no ciliados se localizan en la próstata[2] y la parte membranosa del conducto deferente masculino.
- Epitelios columnares pseudoestratificados con estereocilios se localizan en el epidídimo. Los estereocilios del epidídimo no son cilios porque su citoesqueleto está compuesto de filamentos de actina, no de microtúbulos.[3]Son estructural y molecularmente más similares a las microvellosidades que a los verdaderos cilios.
- Epitelios columnares pseudoestratificados se encuentran formando las glándulas rectas y tubulares del endometrio en las mujeres.[4] También se encuentran en la parte interna del oído.

## Imágenes adicionales

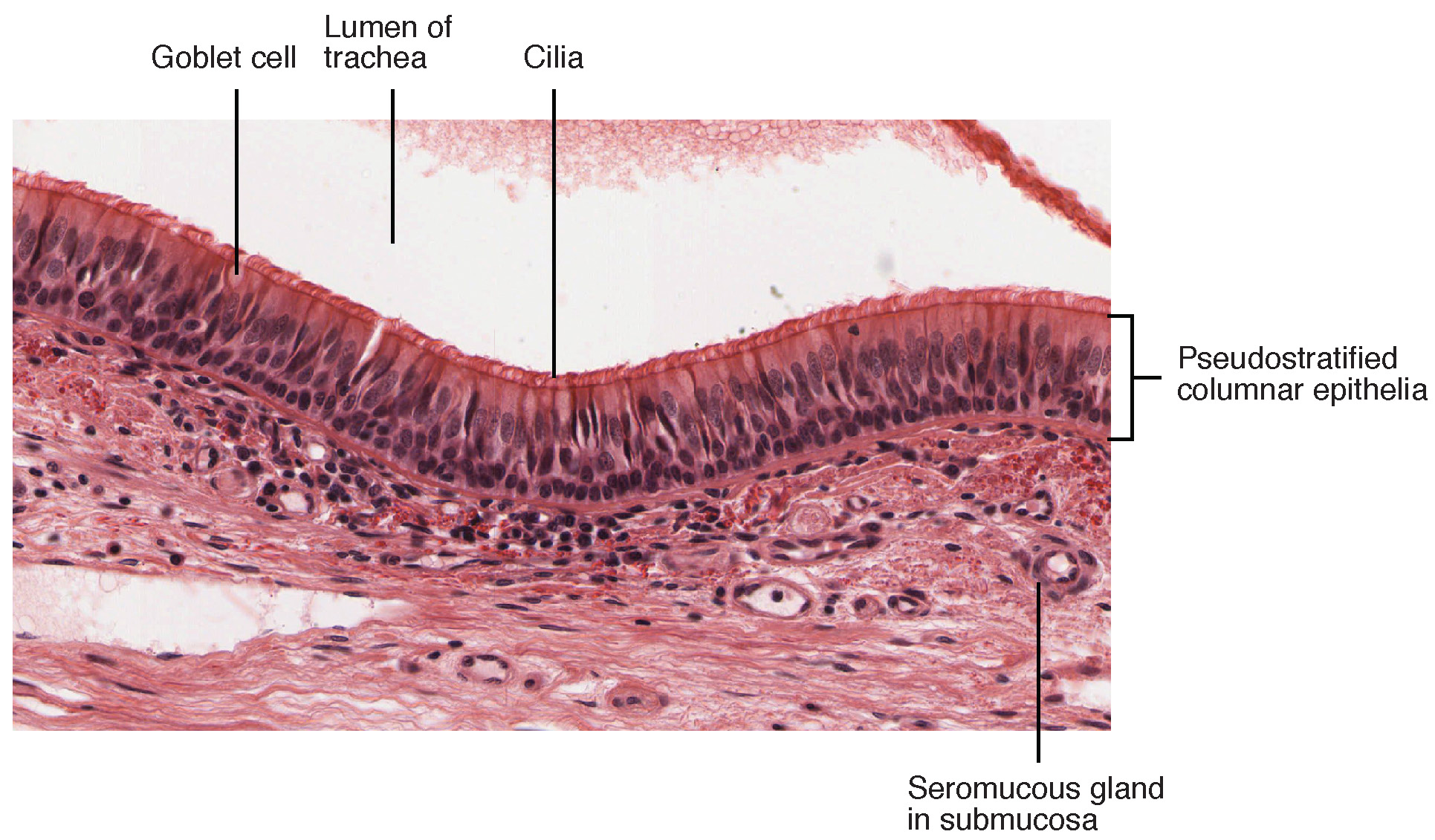
Sección transversal de epitelio columnar pseudoestratificado
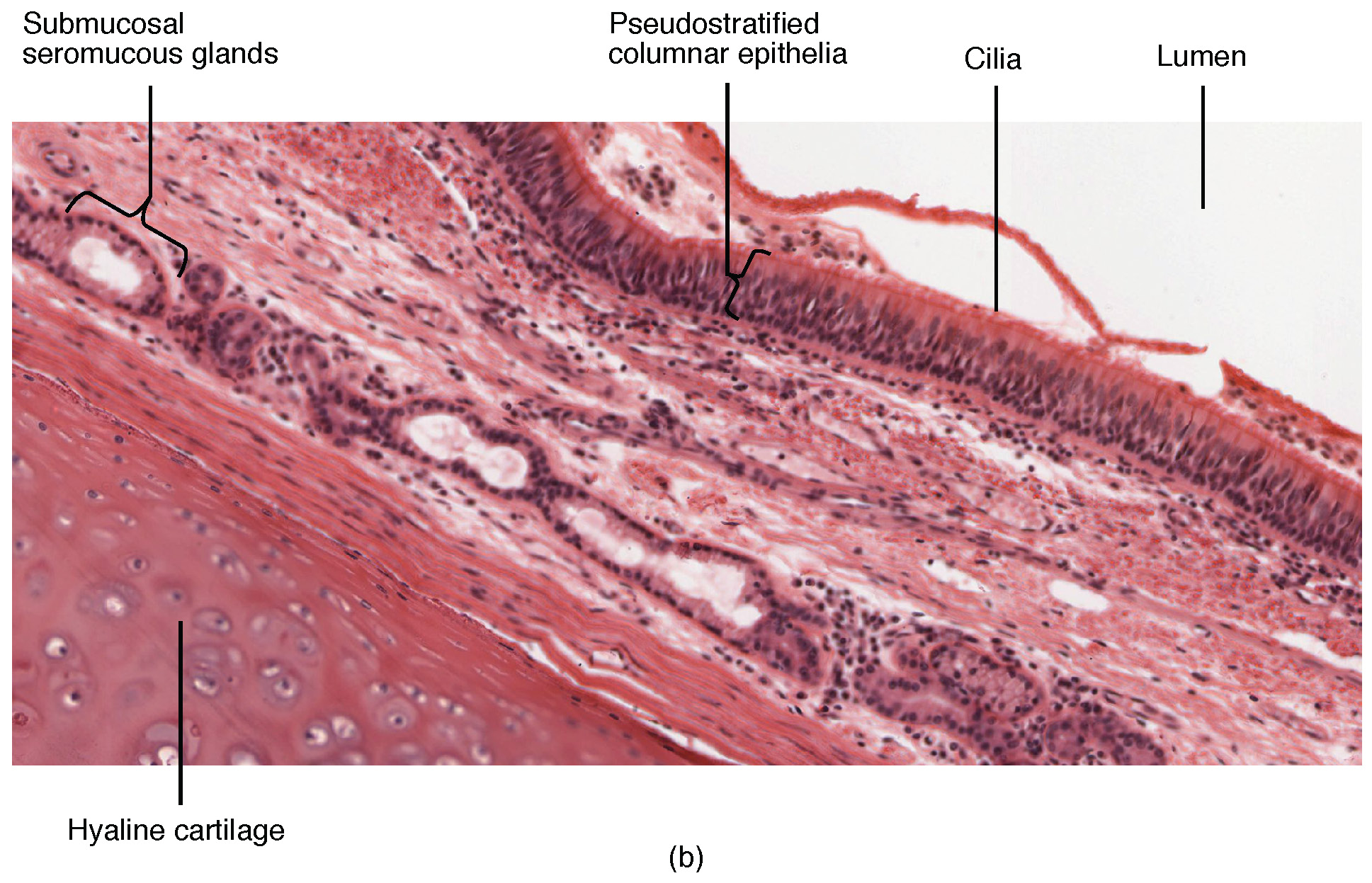
Segunda sección transversal de epitelio columnar pseudoestratificado